# (212) Медея
(212) Меде́я (греч. Μήδεια) — крупный астероид главного пояса, характеризующийся очень низким альбедо. Его тёмная поверхность отражает лишь 4,65 % падающего на него света, что может свидетельствовать о присутствие в её составе простейших углеродных соединений.

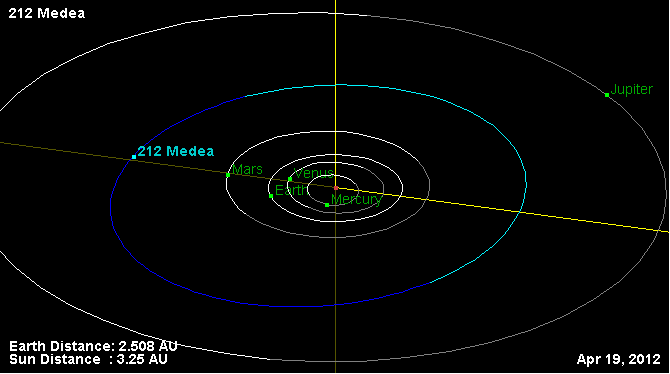
Орбита астероида Медея и его положение в Солнечной системе

Он был обнаружен 6 февраля 1880 года австрийским астрономом Иоганном Пализой в обсерватории города Пула, Хорватия и назван в честь Медеи, возлюбленной аргонавта Ясона в древнегреческой мифологии.
Также были изучены кривые блеска этого астероида, полученные при его наблюдении в обсерватории Antelope Hills Observatory.